# Трикала
Три́кала (греч. Τρίκαλα) — город в Греции, на северо-западе Фессалии. Расположен на высоте 115 метров над уровнем моря, на плодородной Фессалийской равнине, на левом берегу Пиньоса, в 56 километрах к юго-западу от Ларисы и в 244 километрах к северо-западу от Афин. Административный центр одноимённой общины и одноимённой периферийной единицы в периферии Фессалия. Население 61 653 человека по переписи 2011 года.
В городе находятся текстильные, пищевые, табачные, кожевенно-обувные, дерево- и металлообрабатывающие предприятия. В городе находится кафедра Триккийской и Стагонской митрополии Элладской православной церкви.

## История

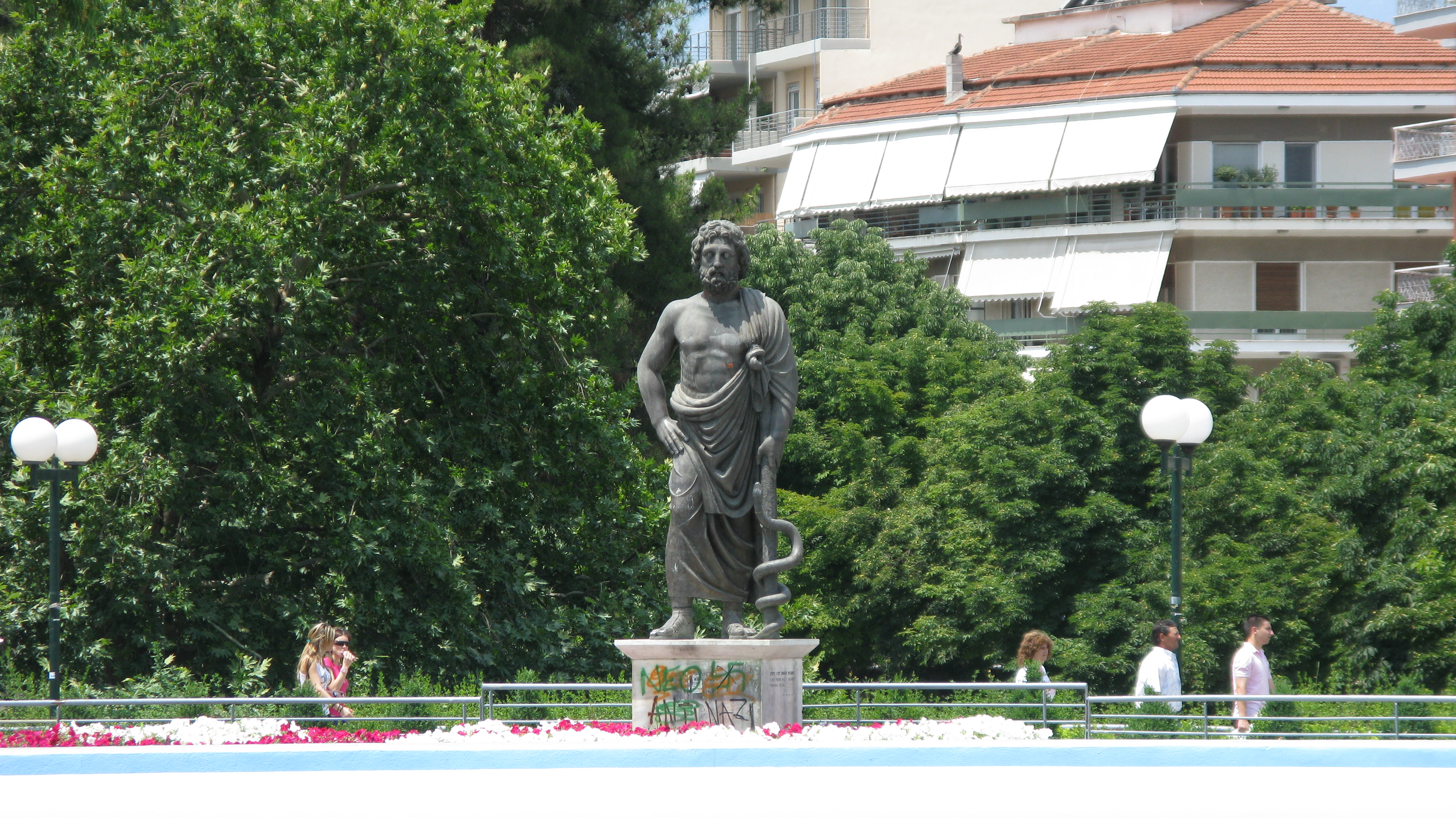
Статуя Асклепия

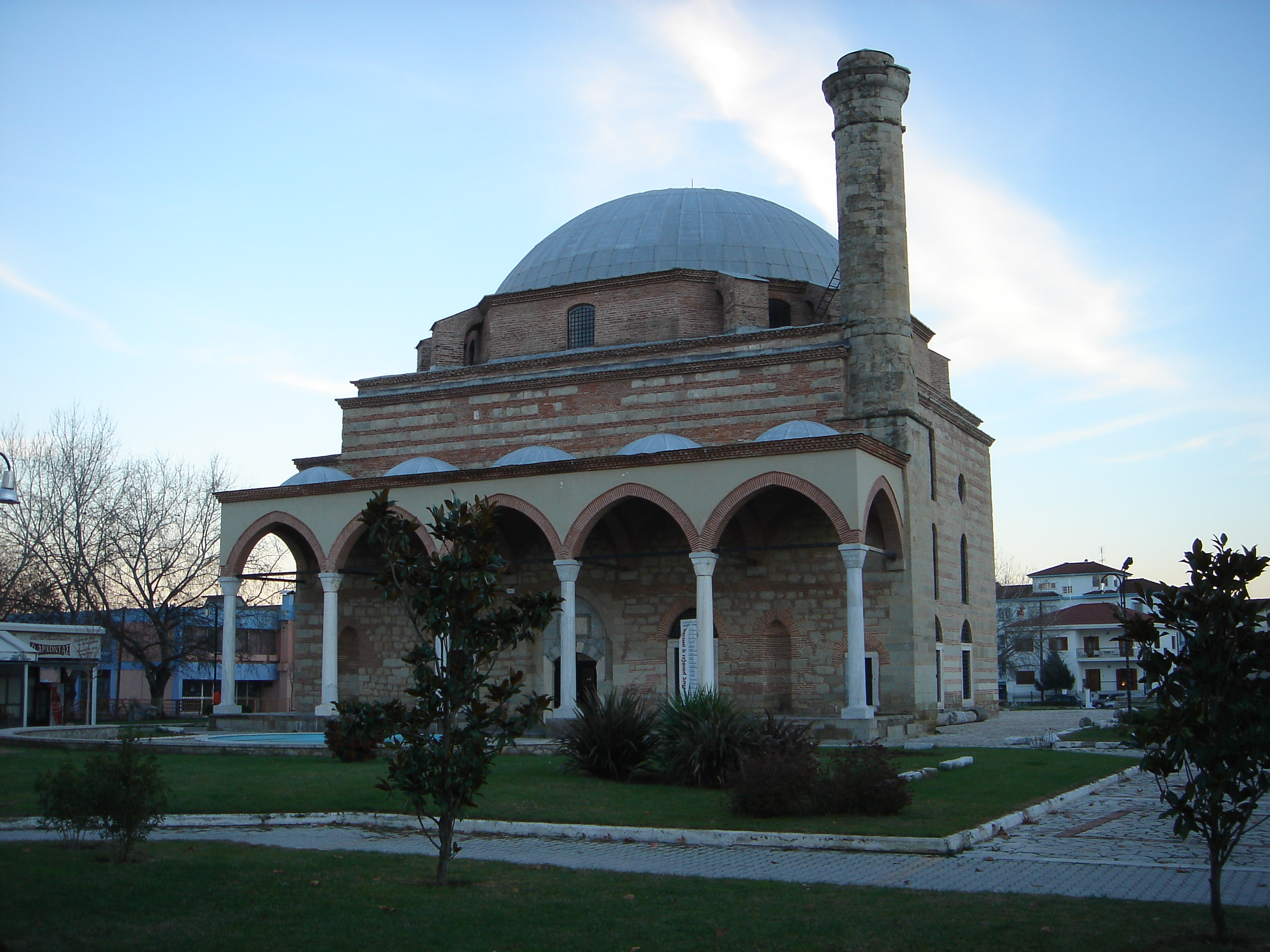
Мечеть Осман шах

Укреплённый город Трикка (др.-греч. Τρίκκη, лат. Tricca) древней Фессалии упоминается Гомером в «Илиаде» и более поздними античными авторами. Находился на левом берегу Лефея (Литеос), к северо-востоку от Гомф, в области, которая прежде называлась Доридой, а позже Гестиеотидой (др.-греч. Ἑστιαιῶτις ή Ἱστιαιῶτις). Это родина трех аргонавтов, а также одно из вероятных мест рождения Асклепия. Недалеко от города, у подножия Пинда, находился древнейший и знаменитейший храм бога-врача Асклепия, своего рода медицинский центр, в котором также отправлялся религиозный культ.
В конце X века Трикала находилась под контролем Первого Болгарского царства (920—922, 977—983, 996—997 гг.) после завоевания Симеоном I и Самуилом, позже находилась под властью Великой Влахии (1204—1215 гг.), Эпирского (1215—1230 гг.), Фессалийского деспотата (1230—1335 гг.), Никейской империи (1241—1261 гг.), Византии (1261—1335 гг.), Сербо-греческого царства (1348—1373 гг.), снова Византии (1335—1348, 1373—1394, 1403—1411 гг.) и Османской империи (1394—1403 и 1411—1881 гг.).
Трикала получила своё современное название от турок и стала центром османской провинции Румелия на протяжении четырех веков в период 1411—1826 гг. Позднее входила в состав Битольского вилайета в период между 1826—1867 и 1873—1881 гг. Трикала также была центром Салоникского вилайета в 1867—1873. К независимой Греции город был присоединен в 1881 году после подписания Берлинского трактата. Однако в ходе греко-турецкой войны 1897 Трикала снова была захвачена османами 28 апреля и удерживалась в течение шести месяцев.
В период существования Пиндско-Мегленского княжества Национальное собрание государства было созвано в Трикале.

## Достопримечательности

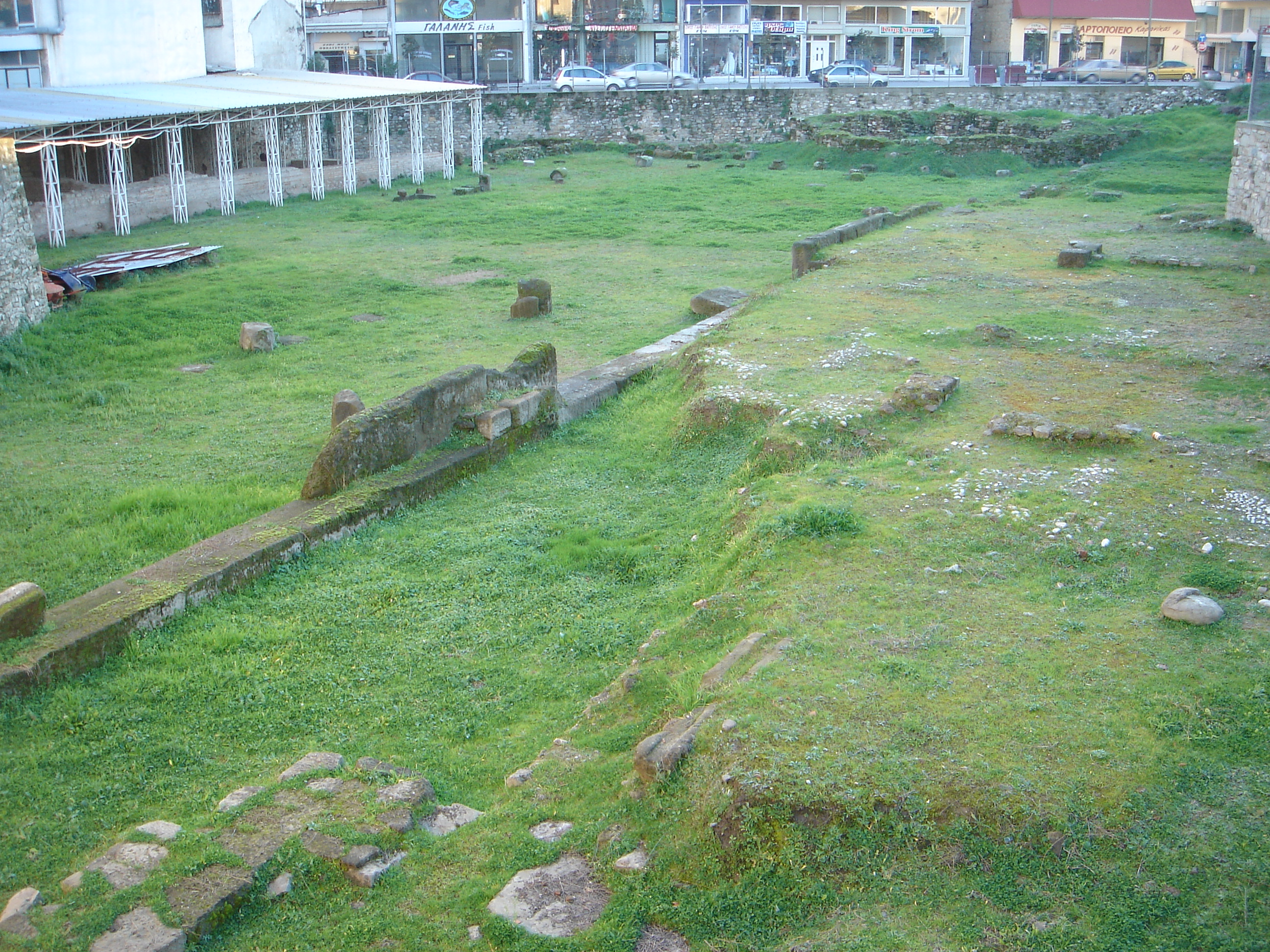
Руины римских бань. Внизу лежат руины древнего Асклепиона.

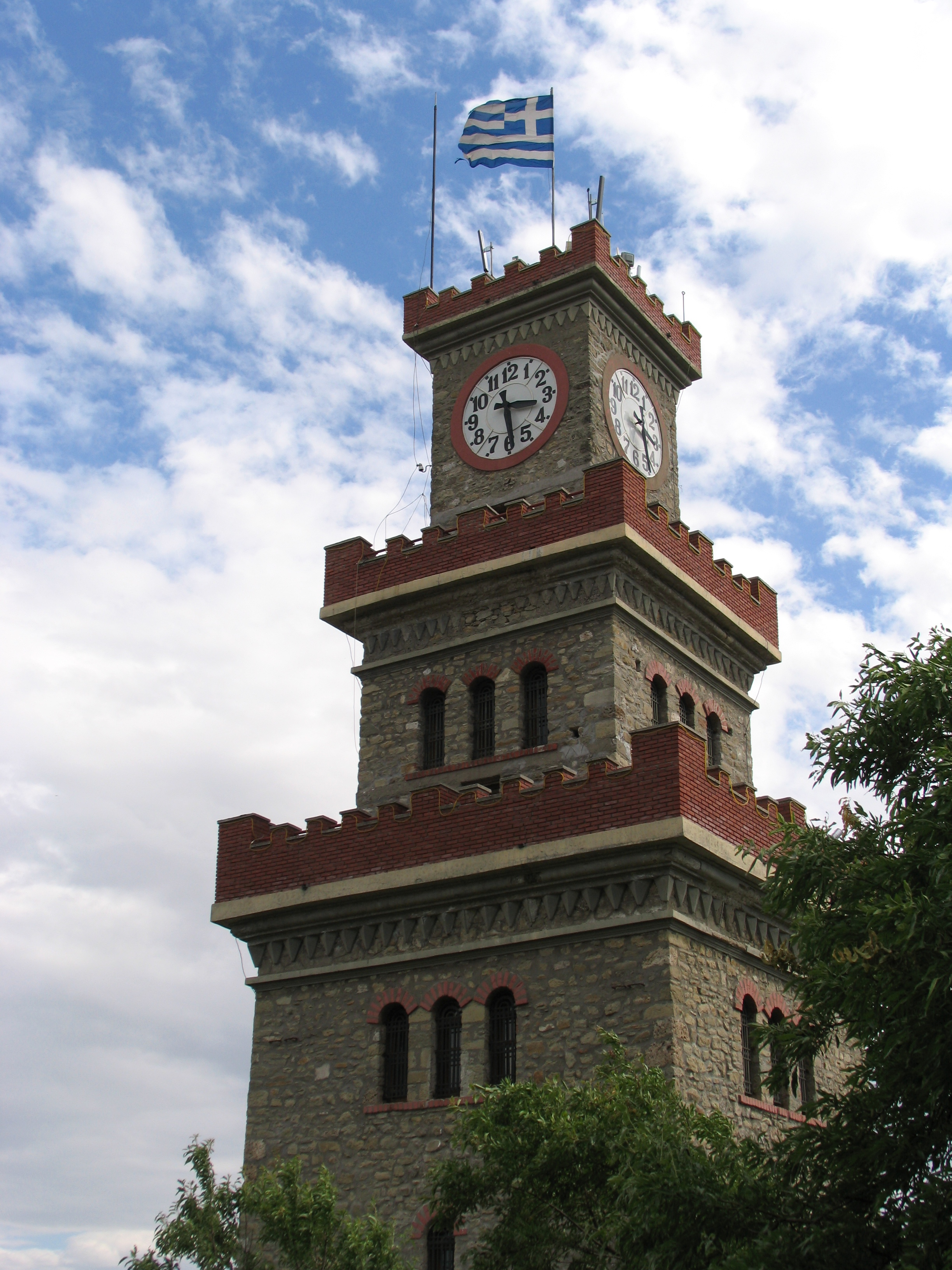
Вид на башню с часами, расположенную в византийской крепости старого города (Варуси).

В городе сохранились руины храма Асклепия.
В городе также сохранились памятники эпохи эллинистического и римского периодов, среди них мозаики, стои и бани. Город с доминирующей византийской крепостью, возведенной на месте древнего акрополя, разделен на две части рекой Литеос (Лефей), притоком Пиньоса. В «новом» городе наибольший интерес вызывают церковь Святого Димитрия Солунского и церковь Святых бессребреников (Айи-Анарьири).

## Транспорт
Город обслуживается железнодорожной станцией «Трикала» на линии Палеофарсалос — Каламбака. Есть ежедневное железнодорожное сообщение с Афинами. 
Через город проходит национальная дорога 6 Лариса — Янина, часть европейского маршрута E92, и национальная дорога 30. Город обслуживается междугородними автобусами организации КТЕЛ.

## Население
| Год  | Население, человек |
| ---- | ------------------ |
| 1991 | 48 857             |
| 2001 | 54 605             |
| 2011 | ↗61 653            |

## Города-побратимы
Городами-побратимами Трикалы являются 11 городов и муниципалитетов:
- Амберг, Германия;
- Таланс, Франция;
- Кастроп-Рауксель, Германия;
- Пятигорск, Россия;
- Вране, Сербия;
- Тусон, Аризона, США;
- Брашов, Румыния;
- Банань, Китай;
- Андипарос, Греция;
- Дропули[англ.], Албания;
- Ипсонас[англ.], Республика Кипр.